# Жабинка
Жа́бинка (бел. Жабінка) — город в Беларуси, на западе Брестской области. Город-спутник Бреста. Административный центр Жабинковского района. Имеет железнодорожную станцию на линии Брест — Барановичи, а также Брест — Пинск. Расположен на реке Мухавец при впадении в неё реки Жабинка, от которой город получил своё название. Официально основан в 1871 году. Первые письменные упоминания относятся к 1816 году.

## География
Имеет железнодорожную станцию на линии Брест — Барановичи, а также Брест — Пинск.

### Гидрография
Расположен на реке Мухавец при впадении в неё реки Жабинка.

## Геральдика
Герб и флаг учреждены Указом Президента Республики Беларусь от 2 декабря 2008 года № 659 и зарегистрированы в Государственном геральдическом регистре Республики Беларусь 23 января 2009 года № Б-135 и № Б-136. Одобрены решением Жабинковского районного Совета депутатов от 30 декабря 2002 года № 117.
Герб города Жабинка представляет собой щит, в голубом поле которого изображён серебряный волнистый вилообразный крест, сопровождаемый сверху и по бокам тремя цветками жабника, каждый из которых имеет по три серебряных лепестка и три листа зелёного цвета. Вилообразный крест символизирует устье речки Жабинка при впадении её в реку Мухавец — места, где в XIX веке были заложены истоки поселения, которое в XX веке преобразовалось в современный город.

Изображения стилизованных цветков растения жабника обозначают имя речки Жабинка. Количество цветков говорит о трёх Жабинках (фольварке, посёлке и железнодорожной станции), возникших первоначально на этой земле.

## История

### Основание города
Официальным годом основания города считается 1871 год, когда появился железнодорожный остановочный пункт № 80 «Жабинка». Тем не менее первые письменные упоминания о поселении с названием Жабинка относятся к 1816 году, когда оно принадлежало панам Гонецким. В середине XIX века маёнток Жабинка стал владением рода Трембицких. И хотя помещик Адольф Трембицкий не позволил властям проводить железную дорогу по своим владениям — пришлось отнести её немного в сторону — тем не менее, рельсы связали маленькое, в несколько десятков дворов, поселение Жабинки с внешним миром.
Появление станции дало толчок к развитию Жабинки.

### Застройка и развитие
В 1890 году Жабинка имела 30 дворов, 282 жителя, 6 лавок, гостиницу, почту, 3 корчмы, церковь, синагогу. В начале XX века здесь созданы первые промышленные предприятия — суконная мастерская и лесопильня.
Для обеспечения экономических и военных нужд в 1905 году было проложено шоссе Каменец-Федьковичи через Жабинку. Во время Первой мировой войны Жабинка в 1915—1918 годах оккупирована кайзеровскими войсками. В феврале 1919 года занята войсками Польши. В ходе советско-польской войны в июле—августе 1920 года местечко кратковременно находилось под контролем красных, был создан ревком, установлена советская власть. По Рижскому мирному договору 1921 года Жабинка отошла к Польше и при этом стала входить в Кобринский повет Полесского воеводства. С 1939 года вошла в состав БССР. 15 января 1940 года Жабинка стала центром Жабинковского района Брестской области.
С 23 июня 1941 года до 21 июля 1944 года оккупирована немецко-фашистскими захватчиками. На территории района действовали Брестско-Жабинковский подпольный межрайком КП(б)Б [до создания межрайкома, который действовал с 20 июня до 21 июля 1944 года, борьбу населения против оккупантов возглавлял Брестский подпольный обком КП(б)Б, Жабинковский подпольный райком ЛКСМБ (1.11.1943—21.7.1944), партизанская бригада имени И. В. Сталина. В Жабинке и районе немецко-фашистские оккупанты уничтожили 1764 человека. Жабинка освобождена 21 июля 1944 года войсками 20-й стрелковой дивизии 28-й армии 1-го Белорусского фронта в ходе Люблинско-Брестской операции 1944 года.
В 1948 году была создана организация «Заготзерно», а в 1957 году — введён в эксплуатацию малогабаритный универсальный комбикормовый завод (МУКЗ-35), который обеспечивал комбикормами хозяйства района. Сегодня это крупнейший производитель высококачественных комбикормов и белково-витаминных добавок для всех видов сельскохозяйственных животных, птицы, прудовых рыб.

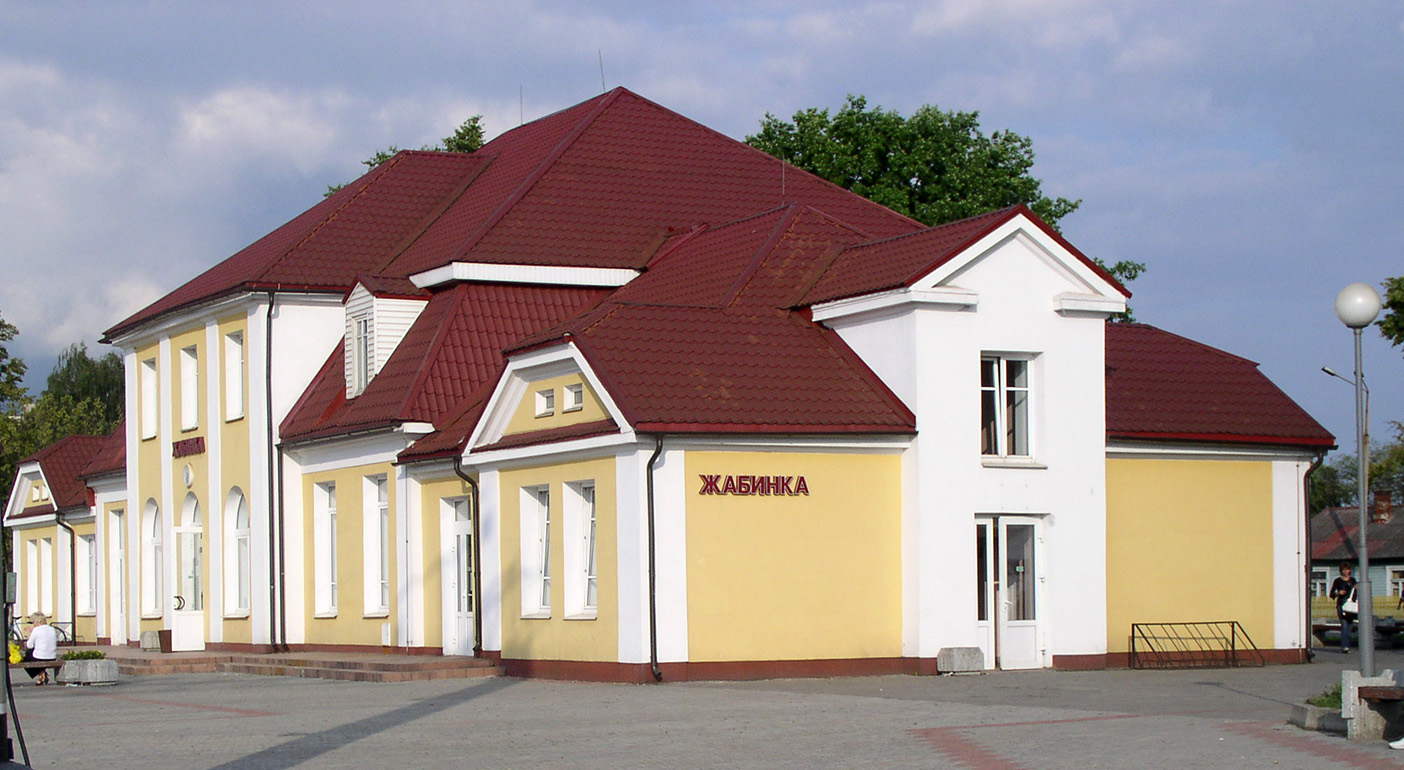
Железнодорожная станция

С 16 апреля 1952 года Жабинка — городской посёлок. В 1959—1962 годах в Каменецком районе, в 1962—1965 годах в Кобринском районе, в 1965—1966 годах — в Брестском районе. 23 декабря 1970 г. получила статус города.
10 августа 2014 года Жабинке придан статус города-спутника Бреста.
В 1959 году насчитывалось 2,9 тыс. жителей. В 1989 году — 11 тыс. жителей. В 2014 насчитывалось уже около 13 тыс. человек.
20 октября 1995 года административные единицы Жабинковский район и город Жабинка, имеющие общий административный центр, объединены в одну административную единицу — Жабинковский район.
В 2017 году в состав города Жабинка включены населённые пункты — близлежащие деревни Стеброво, Курпичи, Здитово и Щеглики Жабинковского сельсовета, часть деревни Новые Дворы Кривлянского сельсовета. Территория города увеличилась на 288 га.
В 2024 году за высокие показатели, достигнутые в ходе проведения в 2023 году республиканского смотра санитарного состояния и благоустройства населённых пунктов Республики Беларусь, Жабинка признана одним из победителей, награждена переходящим вымпелом.

## Население
Численность населения — 14 497 человек (на 1 января 2025 года). Численность населения — 14 231 человек (на 1 января 2023 года).
| Численность населения: |
| График не отображается по техническим причинам. Чтобы исправить это, воспроизведите график в новом формате, если это возможно. |

| Национальный состав по переписи 2009 года | Национальный состав по переписи 2009 года | Национальный состав по переписи 2009 года | Национальный состав по переписи 2009 года | Национальный состав по переписи 2009 года | Национальный состав по переписи 2009 года | Национальный состав по переписи 2009 года | Национальный состав по переписи 2009 года | Национальный состав по переписи 2009 года | Национальный состав по переписи 2009 года | Национальный состав по переписи 2009 года |
| Всего (2009)                              | белорусы                                  | белорусы                                  | русские                                   | русские                                   | украинцы                                  | украинцы                                  | поляки                                    | поляки                                    | молдаване                                 | молдаване                                 |
| ----------------------------------------- | ----------------------------------------- | ----------------------------------------- | ----------------------------------------- | ----------------------------------------- | ----------------------------------------- | ----------------------------------------- | ----------------------------------------- | ----------------------------------------- | ----------------------------------------- | ----------------------------------------- |
| 13084                                     | 11862                                     | 90,66 %                                   | 756                                       | 5,78 %                                    | 296                                       | 2,26 %                                    | 91                                        | 0,7 %                                     | 17                                        | 0,13 %                                    |
| 13084                                     | казахи                                    | казахи                                    | латыши                                    | латыши                                    | евреи                                     | евреи                                     | армяне                                    | армяне                                    | татары                                    | татары                                    |
| 13084                                     | 8                                         | 0,06 %                                    | 5                                         | 0,04 %                                    | 4                                         | 0,03 %                                    | 4                                         | 0,03 %                                    | 3                                         | 0,02 %                                    |

В 2017 году в Жабинке родилось 202 и умерло 153 человек. Коэффициент рождаемости — 15,1 на 1000 человек (средний показатель по району — 13,2, по Брестской области — 11,8, по Республике Беларусь — 10,8), коэффициент смертности — 11,5 на 1000 человек (средний показатель по району — 14,9, по Брестской области — 12,8, по Республике Беларусь — 12,6). Уровень рождаемости в Жабинке — самый высокий среди районных центров Брестской области.

## Транспорт
- Жабинка — крупный железнодорожный узел страны, который соединяет две крупные железные дороги: Брест — Минск и Брест — Пинск
- Город связан автомобильными дорогами с Кобрином, Брестом, Каменцем
- 12 апреля 1985 года возле станции Жабинка был ликвидирован пожар на поезде перевозившем ядерное топливо с объекта 802 (Брест) на ПО «Маяк» (Челябинская обл.)
- В 4 км к югу от Жабинки проходит международная трасса E 30

## Экономика
- ОАО «Жабинковский сахарный завод» — один из четырёх существующих в Беларуси сахарных заводов. Дата основания «Жабинковского сахарного завода» — 20 января 1963 г.
- ОАО «Жабинковский комбикормовый завод» — производитель комбикормов и корма для домашних животных с торговой маркой «Рэкс», «Котикорм» (в 2019 году государство заявило о готовности продать свою долю в предприятии стоимостью 12,5 млн рублей[21])
- Филиал "Рыбхоз «Соколово» ОАО «ПолесьеГипроВодхоз»
- ООО «Вермикулитная компания»
- Филиал КУП «Брестоблдорстрой» «Жабинковское ДРСУ № 103»
- УП «Жабинковская ПМК-10»[22]
- ПМК-19 УП «Брестводстрой»[23]
- "Асфальтобетонный завод филиала ОАО «Дорожно-строительный трест № 4 г. Брест» дорожно-строительное управление № 15[24]
- OAO "Торфобрикетный завод «Гатча-Осовский» в аг. Ленинский[25]

## Культура
- Кинотеатр «Юбилейный»

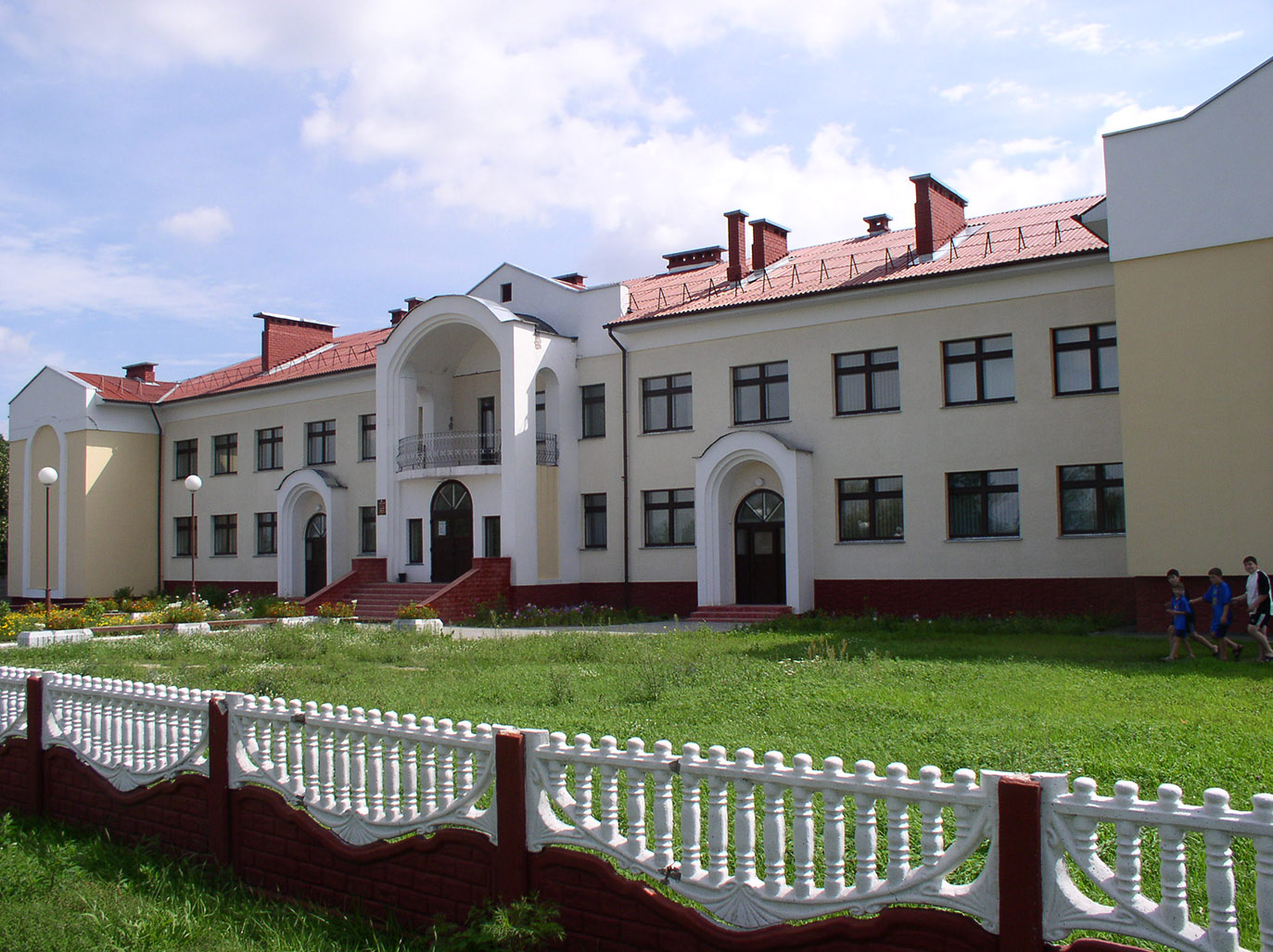
Школа

- ГУК «Жабинковский районный историко-краеведческий музей»[26]
- ГУК «Дом культуры г. Жабинка»[27]

## События и мероприятия
- 13 октября 2007 года прошёл областной фестиваль «Дажынкi»

## Достопримечательности
- Покровская церковь (деревянная, 1885) —  Историко-культурная ценность Республики Беларусь, шифр 113Г000230
- Костёл Святого Иосифа (1998)
- Протестантский храм (после 1990)
- Никитская церковь с колокольней (1787) —  Историко-культурная ценность Республики Беларусь, шифр 112Г000240.
- Железнодорожная станция Жабинка
- Братская могила советских воинов и партизан, погибших в годы Великой Отечественной войны, у подножия которой зажжён Вечный огонь.
- Православная церковь в честь святителя Кирилла Туровского (каменная)
- Городской парк
- Братская могила (1941—1944), ул. Кирова —  Историко-культурная ценность Республики Беларусь, шифр 113Д000229
- Братская могила, ул. Стебровская —  Историко-культурная ценность Республики Беларусь, шифр 113Д000254
- Могила жертв фашизма (1942), ул. Мира —  Историко-культурная ценность Республики Беларусь, шифр 113Д000228
- Могила Софьи Федоровны Чубук (1942), ул. Мира —  Историко-культурная ценность Республики Беларусь, шифр 113Д000226
- Могила Алексея Даниловича Дмитрука (1942), ул. Мира —  Историко-культурная ценность Республики Беларусь, шифр 113Д000227
- Могила И. Д. Филипука, на территории бывшей д. Щеглики —  Историко-культурная ценность Республики Беларусь, шифр 113Д000261

### Памятник, скульптура
- Памятник В. И. Ленину
- Бюст В. И. Ленину
- Мемориал жертвам еврейского гетто, убитым нацистами во время оккупации 1941—1942 гг.

## Галерея

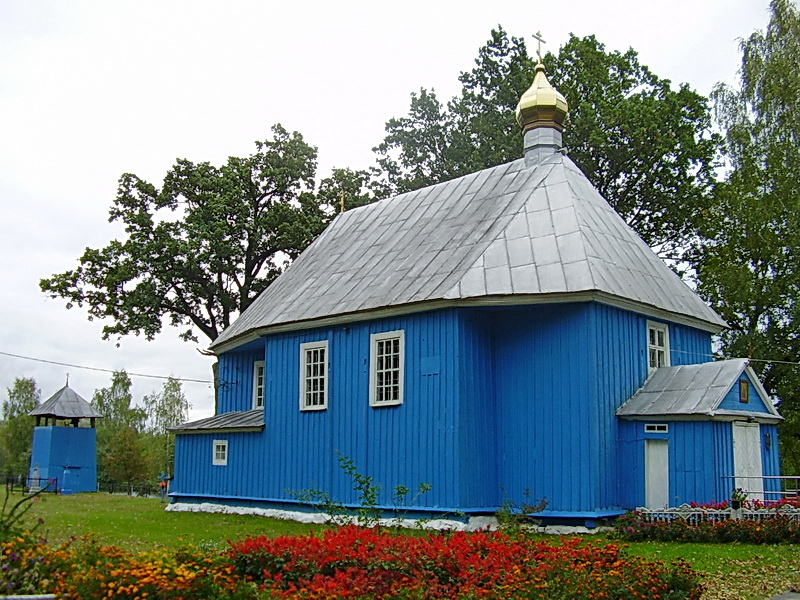
Никитская церковь
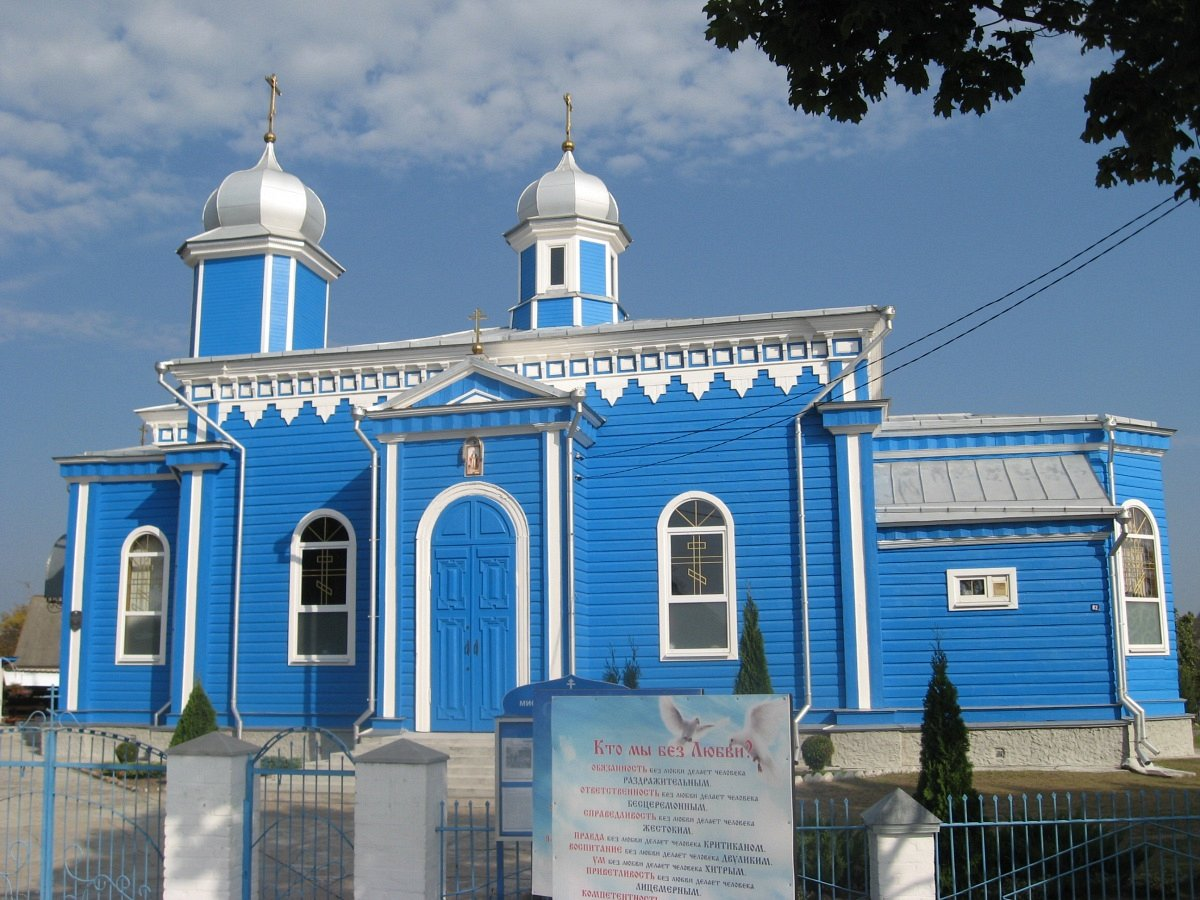
Свято-Покровская церковь
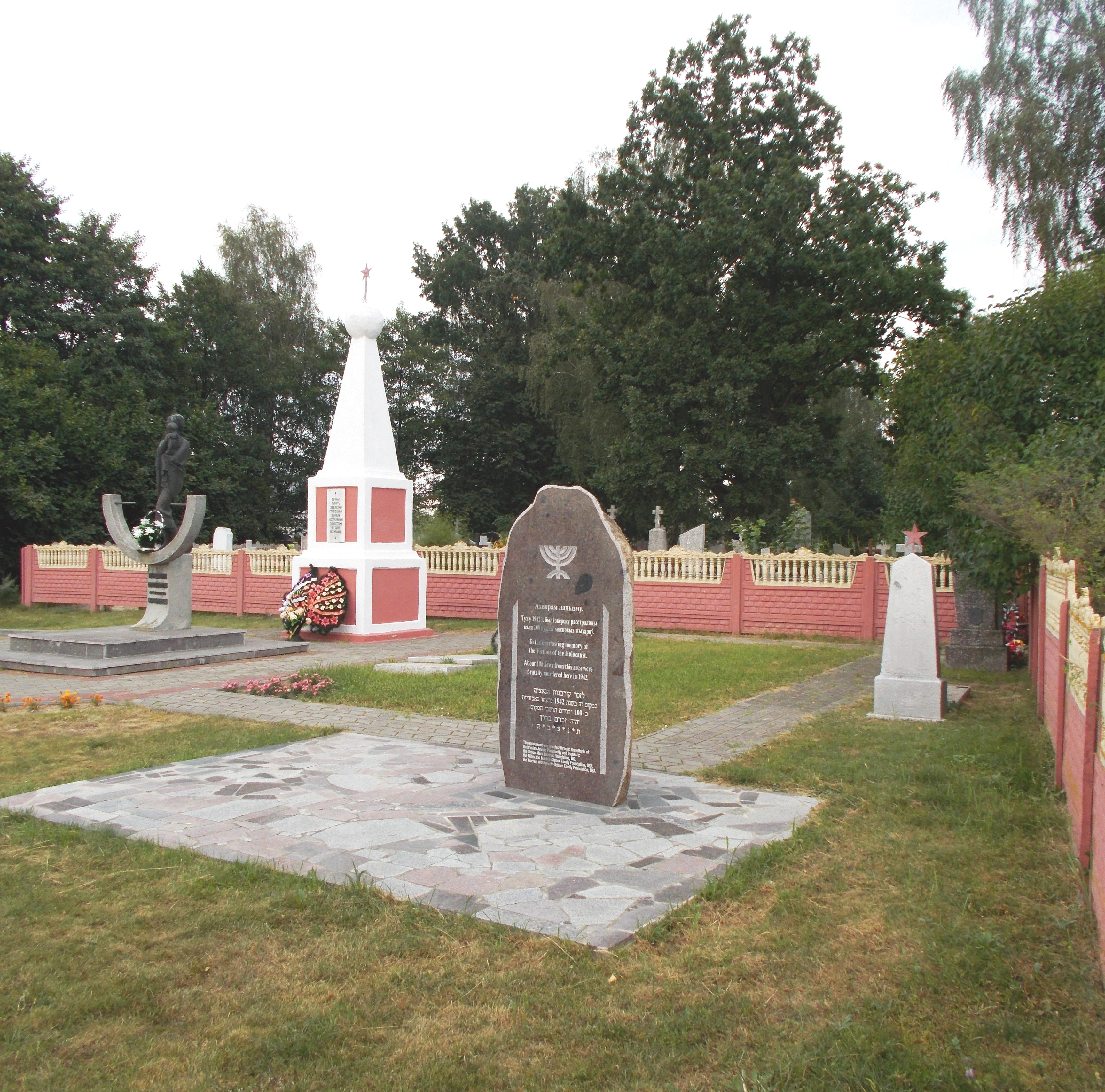
Мемориал
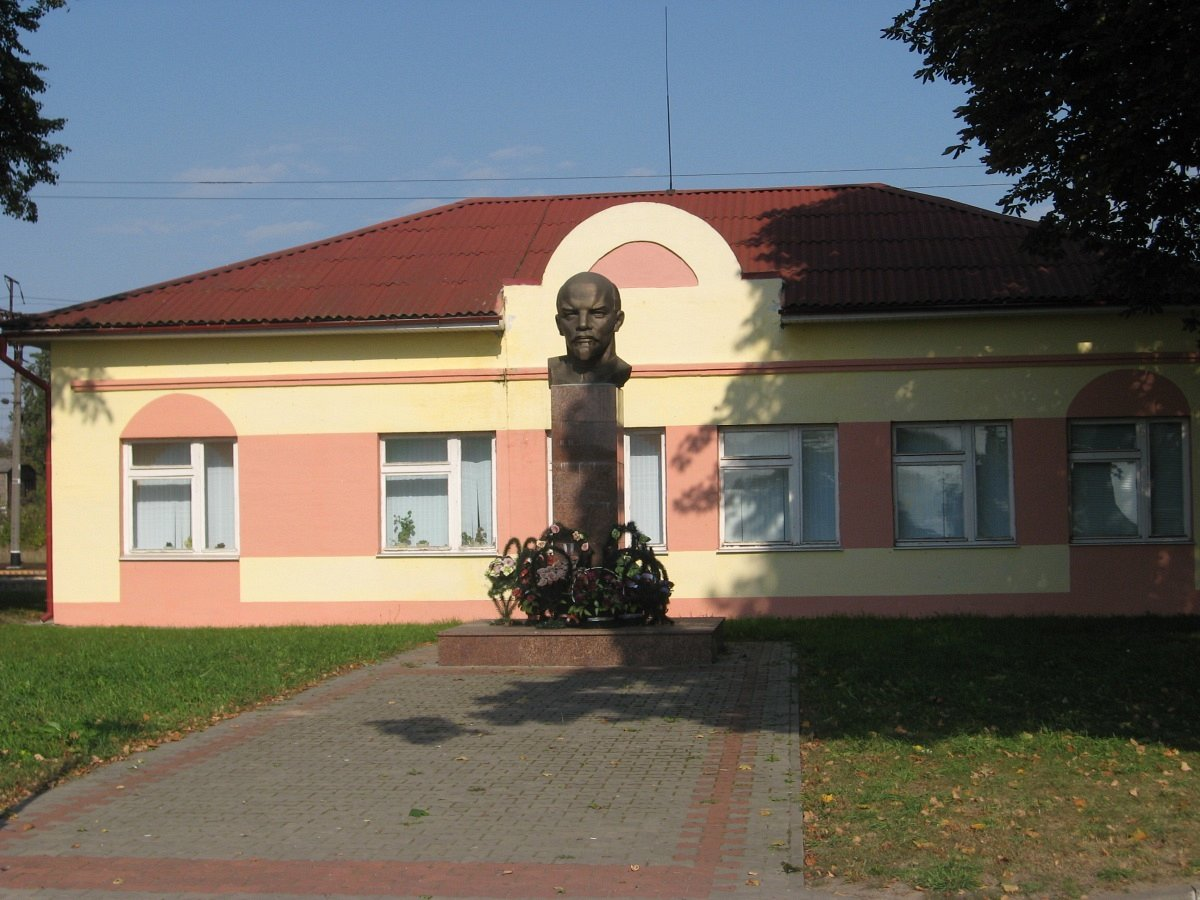
Бюст В. И. Ленину

## Спорт
- Учебно-спортивное учреждение «Детско-юношеская школа Жабинковского района»

## СМИ
Издаётся газета «Сельская праўда» (с 29 октября 1944 года)